# Vöröstorkú szürkebegy
A vöröstorkú szürkebegy (Prunella rubeculoides) a madarak osztályának verébalakúak (Passeriformes)  rendjébe és a szürkebegyfélék (Prunellidae) családjába tartozó faj.

## Rendszerezése
A fajt Frederic Moore brit entomológus írta le 1854-ben, az Accentor nembe Accentor rubeculoides néven.

## Alfajai
- Prunella rubeculoides muraria Meinertzhagen & Meinertzhagen,A, 1926
- Prunella rubeculoides rubeculoides (Moore, 1854)[2]

## Előfordulása
Bhután, Kína, India, Nepál és Pakisztán területén honos. Természetes élőhelyei a mérsékelt övi cserjések, főleg  sziklás részeken, vizek közelében. Állandó, nem vonuló faj.

## Megjelenése
Testhossza 17 centiméter, testtömege 22-24 gramm.

## Életmódja
Gerinctelenekkel és magvakkal táplálkozik.

## Természetvédelmi helyzete
Az elterjedési területe rendkívül nagy, egyedszáma stabil. A Természetvédelmi Világszövetség Vörös listáján nem fenyegetett fajként szerepel.